# Тајно друштво ПГЦ (ТВ филм)
„Тајно друштво ПГЦ” је југословенски и словеначки ТВ филм из 1968. године. 

## Улоге
| Глумац          | Улога |
| --------------- | ----- |
| Милан Брезигар  |       |
| Силва Данилова  |       |
| Стефка Дролц    |       |
| Макс Фуријан    |       |
| Павле Кович     |       |
| Фране Милчински |       |
| Франц Пресетник |       |
| Јанез Рохачек   |       |
| Јанез Шкоф      |       |
| Златко Станко   |       |
| Јоже Зупан      |       |